# Mirosław Staniek
Mirosław Staniek (ur. 30 sierpnia 1968 w Mnichu, zm. 28 lipca 2009 w Wodzisławiu Śl.) – polski piłkarz, grający na pozycji obrońcy. Były wychowanek Cukrownika Chybie. Znany głównie z występów w Odrze Wodzisław Śląski i Górniku Zabrze. Przez wiele lat występował w Odrze razem ze swym bratem, Ryszardem. W ekstraklasie rozegrał blisko 200 spotkań. 28 lipca 2009 popełnił samobójstwo. Pogrzeb Mirosława Stańka odbył się 31 lipca 2009 w kościele parafii św. Herberta w Wodzisławiu Śląskim.